# Ґвалт
Ґвалт, ґвалти, згінні дні (ст.-укр. кгвалт) — феодальна повинність у 16 — 1-й половині 19 ст. у Західній і Правобережній Україні, що її виконували селяни понад панщину на вимогу поміщиків. На західноукраїнських землях ліквідовано селянською реформою 1848 року, на Правобережній Україні — селянською реформою 1861 року.

## Інші значення
- Ґвалт — галас, безладне звучання багатьох голосів.
- Тяжкий кримінальний злочин, зловмисний напад на чужий дім, двір або маєток, у результаті якого господар чи члени його сім'ї зазнавали тілесних ушкоджень або й позбавлялися життя[1].
- Ґвалт — волання про допомогу, про необхідність допомоги; криком сповіщати про небезпеку, бити тривогу, кликати на допомогу.